# Aymen Benabderrahmane
Aymen Benabderrahmane (în arabă أيمن بن عبد الرحمان, n. 30 august 1966, Alger, Provincia Alger, Algeria) este un politician algerian care ocupă funcția de prim-ministru al Algeriei din 30 iunie 2021 și de ministru al finanțelor din 23 iunie 2020.

## Viața timpurie
Benabderrahmane s-a născut în Alger la 30 august 1966. A absolvit Școala Națională de Administrație.

## Cariera profesională
Din 1991 până în 2000, a fost inspector de finanțe la Inspectoratul General de Finanțe. În plus, a lucrat ca inspector general de finanțe în 2004 și ca inspector general șef de finanțe în 2006.
Benabderrahmane a fost cenzor al Băncii Algeriei din martie 2010 până în iunie 2020. A fost promovat guvernator al Băncii Naționale a Algeriei în noiembrie 2019, post în care s-a aflat până în iunie 2020.

## Cariera politică
La 23 iunie 2020, Benabderrahmane a fost numit ministru al finanțelor. A fost numit prim-ministru la 30 iunie 2021 și i-a succedat lui Abdelaziz Djerad. La 10 iulie 2021, Benabderrahmane a fost testat pozitiv pentru COVID-19. Televiziunea de stat algeriană a anunțat că acesta se va afla în carantină timp de șapte zile, dar că își va continua îndeplinirea îndatoririlor.